# 德拉瓦湖
53°35′29″N 16°11′06″E / 53.59139°N 16.18500°E

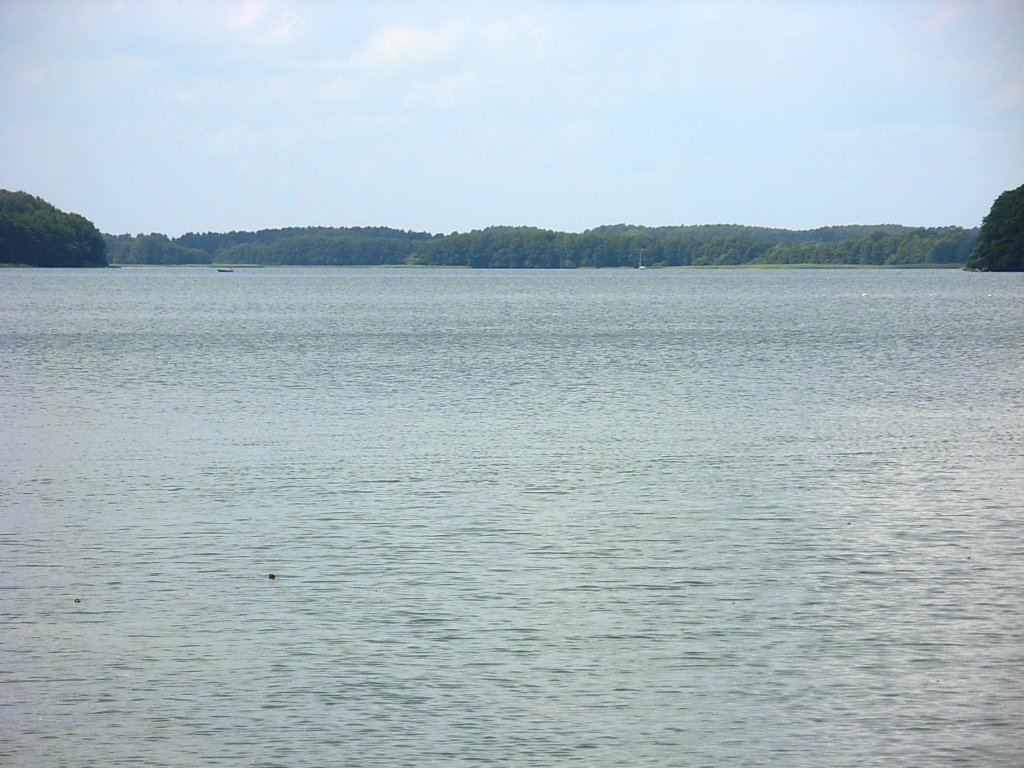
德拉瓦湖

德拉瓦湖（波蘭語：Drawsko）是波蘭的湖泊，位於該國西北部西波美拉尼亞省，長12.6公里、寬3.9公里，面積19.56平方公里，最大水深83米，最大水深79.7米，湖中有14個島嶼。

## 外部連結
- Drawsko lake （页面存档备份，存于）, polish site of Drawsko, describe, photo, 2011